# Zdeněk Pouzar
Zdeněk Pouzar, född 13 april 1932 i Říčany, Tjeckien, död 4 juni 2023 i Prag, var en tjeckisk mykolog. Tillsammans med František Kotlaba publicerade han flera verk om bland annat tickor.